# Alan Thompson (canoísta)
Alan Thompson (Gisborne, 14 de junho de 1959) é um velocista neozelandês na modalidade de canoagem.
Foi vencedor das medalhas de Ouro em K-1 1000 m e K-4 1000 m em Los Angeles 1984.